# 294595 Shingareva
294595 Shingareva este un asteroid din centura principală de asteroizi.

## Descriere
294595 Shingareva este un asteroid din centura principală de asteroizi. A fost descoperit pe 6 ianuarie 2008 la Zelenchukskaya Station de Timur V. Kryachko. Asteroidul prezintă o orbită caracterizată de o semiaxă mare de 3,16 ua, o excentricitate de 0,09 și o înclinație de 9,0° în raport cu ecliptica.